# Rodnoj
Rodnoj (in russo Родной?) è un singolo della cantante ucraina Loboda, pubblicato il 5 marzo 2021 su etichetta discografica Sony Music.

## Video musicale
Il video musicale, uscito in concomitanza con il singolo, è stato diretto da Anna Melikjan. I ruoli principali sono stati interpretati da Anna Čipovskaja e Jurij Borisov.

## Accoglienza
Aleksej Mažaev di InterMedia ha notato che la grafica di alta qualità del video non ha funzionato invano, poiché la canzone stessa si è rivelata un successo al 100%. Ha anche suggerito che in un paio di settimane il ritornello di Rodnoj sarebbe stato cantato dalla maggior parte della popolazione di lingua russa.

## Tracce
Testi e musiche di Dmitrij Loren.
Download digitale
1. Rodnoj – 3:34

## Classifiche

### Classifiche settimanali
| Classifica (2021) | Posizione massima |
| ----------------- | ----------------- |
| Russia            | 10                |
| Ucraina           | 19                |

### Classifiche di fine anno
| Classifica (2021) | Posizione |
| ----------------- | --------- |
| Russia            | 50        |
| Ucraina           | 72        |

## Riconoscimenti
Samyj OK!
- 2021 – Hit dell'anno[8]

## Versione italiana
Il 1º gennaio 2022 la versione italiana del brano è stata presentata con il titolo Caro amico nello programma televisivo Ciao, 2021!. L'autrice del testo italiano è Elena Čebakova.